# Pedro Theon
Pedro Theon (morto depois de 867), possivelmente filho de Bermudo I, Rei das Astúrias. Em 20 de Janeiro de 867 foi um dos confirmantes de um diploma do rei Afonso III juntamente com Rodrigo, conde de Castela.

## Descendência
Foi o pai de:
- Vímara Peres[2]  (morto em Guimarães, 873) importante senhor da guerra cristão da segunda metade do século IX do Noroeste da Península Ibérica. Foi vassalo do rei Afonso III das Astúrias. Foi por este enviado a reclamar o vale do Douro, em tempos remotos integrado na província romana da Galécia. Conde e presor do Porto em 868.
- Hermenegildo Peres.